# عملية مجلس محافظة كربلاء 2007
عملية مجلس محافظة كربلاء 2007 أو عملية اقتحام مجلس محافظة كربلاء هي عملية مسلحة استهدفت القوات الأمريكية المتمركزة في بناية مجلس محافظة كربلاء نفذتها قوة خاصة من جيش المهدي في محافظة كربلاء في العراق في 20 يناير 2007 أسفرت عن مقتل خمس جنود أمريكيين وإصابة ثلاثة آخرين ويعتبر «الهجوم الجريء والأكثر تطورًا في سنوات الحرب في العراق» لم يصب أي من رجال الشرطة أو الجنود العراقيين في الهجوم حيث استهدف المهاجمون الجنود الأمريكيين فقط.

## الهجوم
وقع الهجوم في الوقت الذي كان يعقد الجيش الأمريكي اجتماعاً في مبنى مجلس المحافظة استطاع المهاجمين التنكر بهيئة فريق أمني يضم مسؤولين أمريكيين وبرتل مكونة من سبع عجلات رباعية الدفع مظللة واخترقوا من خلال ذلك حواجز الشرطة والقوات الأمريكية في الطرق المؤدية إلى المبنى كما أشار قائد شرطة كربلاء لارتداء المهاجمين لملابس مموهة تعود للجيش الأمريكي مع أسلحة أمريكية وهويات مزورة استطاعوا من خلالها النفوذ بسهولة من خلال ثلاث نقاط تفتيش كانت تعمل إجراءً طبيعياً بعدم التدقيق أو تفتيش القوات الأمريكية.
اقتحم المسلحون مبنى الاجتماع بعد أن فجروا قنابل يدوية قرب العجلات الأمريكية المركونة قرب بناية مركز التنسيق الأمني ثم قاموا بعزل الضباط الأمريكيين في داخل غرفة الاجتماع عن جنودهم في أحد الغرف الخارجية من خلال القنابل الدخانية واليدوية والتي أسفرت عن مقتل الجندي الأمريكي جوناثون مايلز ميليكان وإصابة ثلاثة آخرين ثم خطفوا النقيب بريان سكوت فريمان والملازم أول جاكوب نويل فريتز كما خطفوا جنديين معهم هم شون بك باتريك فالتر وسيك جوناثان برايان ووُضع الضباط والجنود العراقيين في غرفة منفصلة ولم يصب أي منهم باذى.
في حوالي السادسة مساءاً خرج المهاجمون وغادروا المجمع مع المختطفين الأربعة متوجهين شرقاً إلى محافظة بابل وبعد أن لاحقتهم طائرات هيلكوبتر وتحرك رتل أمريكي من أحد القواعد في بابل قام المسلحين بقتل الأسرى الأربعة بإطلاق النار وانسحبوا وعثرت القوات الأمريكية على جثثهم قرب المحاويل مع معدات وأسلحة وعجلات استخدمها المهاجمين.

### مقتل الشيخ أزهر الدليمي
في 18 مايو 2007 أعلنت القوات الأمريكية مقتل القائد في جيش المهدي أزهر الدليمي المنفذ والعقل المدبر للعملية، وذلك بعد اشتباكه مع قوة أمنية أمريكية هاجمت منزله في مدينة الصدر في بغداد وحاولت اعتقاله، وشيّعه مقاتلي جيش المهدي ودفنوه في «مقبرة الشهداء» التي تعود إلى التيار الصدري في مدينة النجف.[بحاجة لمصدر]